# Ersin Destanoğlu
Ersin Destanoğlu (født 1. Januar 2001 i Gaziosmanpaşa, İstanbul, Tyrkiet) er en tyrkisk fodboldspiller (målmand), der spiller for Beşiktaş JK.